# Andros (île des Bahamas)
Pour les articles homonymes, voir Île Andros et Andros.
Andros est un archipel des Bahamas composé de trois îles principales : North Andros, South Andros et Mangrove Cay. Il mesure 167 km de long et jusqu'à 64 km de large. 
 Avec 225 km de longueur, l'archipel possède la cinquième plus longue barrière de corail au monde, comportant de nombreux « trous bleus »

## Histoire
Les Espagnols débarquèrent sur Andros en 1550. L'archipel constitue les premières terres découvertes par l'expédition de Christophe Colomb. 
Les Espagnols voulurent réduire la population d'indiens Arawaks en esclavage mais les combats, les maladies et les déportations la décimèrent jusqu'à l'extinction.
L'archipel fut baptisé du nom d'Espíritu Santo par les Espagnols, bien qu'il apparaisse aussi sous le nom de San Andreas sur une carte de 1782. 
L'archipel aurait reçu son nom actuel en l'honneur de Sir Edmund Andros qui était en 1672 commandant des forces armées royales britanniques à la Barbade et gouverneur successivement de New York, de Nouvelle-Angleterre, de Virginie, du Maryland et de Guernesey.
Il est aussi possible que l'archipel ait été nommé ainsi par des habitants venus de l'île de San Andres car 1 400 d'entre eux s'installèrent sur l'île en 1787. 
Pendant le XVIIIe siècle, l'archipel fut occupé par des pirates. Vers la fin du XVIIIe siècle, des loyalistes britanniques fuyant la révolution américaine chassèrent les pirates et s'y installèrent avec leurs esclaves.

## Population
La population d'Andros s'élève à 7 686 habitants (recensement 2000). L'archipel a la plus faible densité de population de toutes les Bahamas. La plupart des habitants vivent sur la côte est de l'archipel dans trois villes : Nicholls Town, Congo Town, et Andros Town.

## Géographie
Bien que l'archipel d'Andros vive principalement du tourisme, l'intérieur des îles a échappé en partie au tourisme de masse, préservant ainsi la beauté de sa nature, à la différence de la plupart des îles bahaméennes. L'office de tourisme des Bahamas y fait référence comme l'archipel le plus tranquille et le moins fréquenté des Bahamas. Situé en bordure d'une fosse océanique, la « Langue de l'Océan », l'archipel est connu pour ses plages de sable blanc.
L'archipel a le troisième plus grand récif corallien de l'hémisphère nord et le cinquième au monde, avec une longueur de 225 kilomètres et une profondeur variant de 35 à 1 800 mètres. Le haut du récif de trouve à une profondeur comprise entre 1,80 et 4,50 mètres. 
Il y a également plus de 100 km² de forêt tropicale humide ainsi que des marais qui abritent plus de 50 espèces d'orchidées. 
Andros se compose de trois îles principales : North Andros, Mangrove Cay et South Andros, ainsi que de centaines d'îlots sablonneux reliés par de la mangrove ou des marais. On y dénombre environ 200 espèces d'oiseaux différentes. 

## Économie
L'archipel d'Andros accueille des milliers de visiteurs chaque année. Des pêcheurs viennent du monde entier pour la pêche au gros. Des plongeurs peuvent découvrir le grand récif et toutes ses formations de corail et de vie marine.
L'intérieur de l'archipel étant très boisé, l'exportation du bois constitue une activité importante.
Andros possède un aéroport (Andros International, code AITA : ASD).

## Districts
L'archipel est découpé en 4 districts administratifs : 
- Central Andros
- Mangrove Cay
- North Andros
- South Andros et Cay Lobos